# Arthur L. Jarrett
Pour les articles homonymes, voir Jarrett.
Arthur L. Jarrett est un scénariste et acteur américain, né le 5 février 1884 à Marysville (Californie), mort le 12 juin 1960 à New York.

## Filmographie

### Scénariste
- 1932 : Art Jarrett
- 1933 : Moonlight and Pretzels
- 1933 : Hizzoner
- 1933 : Boswell Sisters
- 1934 : The Knife of the Party
- 1934 : Going Spanish
- 1934 : Hotel Anchovy
- 1935 : All for One
- 1936 : Gold Bricks
- 1936 : Spooks
- 1936 : Fresh from the Fleet
- 1936 : Home on the Range
- 1936 : Alpine Rendezvous
- 1936 : Bashful Buddies
- 1936 : Boy, Oh Boy
- 1936 : Going Native
- 1936 : Spring Is Here
- 1936 : Any Old Port
- 1936 : Just the Type
- 1936 : The Screen Test
- 1937 : High-C Honeymoon
- 1937 : See Uncle Sol
- 1937 : Hold It!
- 1937 : Man to Man
- 1937 : Off the Horses
- 1937 : Pixilated
- 1937 : Freshies
- 1937 : Girls Ahoy
- 1937 : That's the Spirit
- 1937 : Pot Luck
- 1937 : The Affairs of Pierre
- 1937 : The Big Apple
- 1937 : Bashful Ballerina
- 1937 : The Timid Ghost
- 1937 : Miss Lonely Hearts
- 1937 : Meet the Bride
- 1937 : Ask Uncle Sol
- 1937 : Who's Who
- 1937 : Rhythm Saves the Day
- 1937 : Playboy Number One
- 1937 : The Bashful Buckaroo
- 1937 : Dime a Dance
- 1938 : Birth of a Baby
- 1938 : Hi-Ho Hollywood
- 1938 : Air Parade
- 1938 : Getting an Eyeful
- 1938 : Uncle Sol Solves It
- 1938 : All's Fair
- 1938 : Sing for Sweetie
- 1938 : Beautiful, But Dummies

### Acteur
- 1914 : Narcotic Spectre
- 1914 : The Hour of Reckoning
- 1914 : The Final Reckoning
- 1914 : The Thunderbolt (en)
- 1914 : The Gangsters and the Girl : Jim Tracy
- 1914 : The Game Keeper's Daughter
- 1914 : The Boss of the 8th
- 1914 : The Spark Eternal
- 1914 : The Worth of a Life : Randolph Stone
- 1914 : The Mills of the Gods
- 1936 : L'As du feu (Blue Blazes) : le chef des pompiers
- 1950 : The Tattooed Stranger (en) : Johnny Marseille